# Erdin Demir
Erdin Demir (nacido el 21 de febrero de 1990 en Suecia) es un futbolista sueco, de origen turco, que juega en la posición de defensa. Actualmente juega para el SV Zulte Waregem de la Jupiler Pro League.

## Selección nacional
Ha sido internacional con la selección de Suecia en 6 ocasiones.

## Clubes
| Club                | País    | Año           |
| ------------------- | ------- | ------------- |
| Malmö FF            | Suecia  | 2008-2009     |
| IFK Malmö           | Suecia  | 2009          |
| IF Limhamn Bunkeflo | Suecia  | 2009-2010     |
| Trelleborgs FF      | Suecia  | 2011          |
| SK Brann            | Noruega | 2012-2015     |
| Waasland-Beveren    | Bélgica | 2015-2018     |
| SV Zulte Waregem    | Bélgica | 2018-presente |